# Džemal Mustedanagić
Džemal Mustedanagić (Bosanski Novi, 8 giugno 1955) è un allenatore di calcio e calciatore bosniaco.

## Carriera

### Giocatore

#### Club
Ha giocato nella prima divisione jugoslava ed in quella austriaca.

## Palmarès

### Giocatore

#### Competizioni nazionali
- Campionato jugoslavo: 1

Dinamo Zagabria: 1981-1982
- Kup Maršala Tita: 2

Dinamo Zagabria: 1979-1980, 1982-1983
- Campionato austriaco: 3

Austria Vienna: 1983-1984, 1984-1985, 1985-1986
- Coppa d'Austria: 1

Austria Vienna: 1985-1986

#### Competizioni internazionali
- Coppa dei Balcani: 1

Dinamo Zagabria: 1976

## Statistiche

### Cronologia presenze e reti in nazionale
| Cronologia completa delle presenze e delle reti in nazionale ― Jugoslavia | Cronologia completa delle presenze e delle reti in nazionale ― Jugoslavia | Cronologia completa delle presenze e delle reti in nazionale ― Jugoslavia | Cronologia completa delle presenze e delle reti in nazionale ― Jugoslavia | Cronologia completa delle presenze e delle reti in nazionale ― Jugoslavia | Cronologia completa delle presenze e delle reti in nazionale ― Jugoslavia | Cronologia completa delle presenze e delle reti in nazionale ― Jugoslavia | Cronologia completa delle presenze e delle reti in nazionale ― Jugoslavia |
| Data                                                                      | Città                                                                     | In casa                                                                   | Risultato                                                                 | Ospiti                                                                    | Competizione                                                              | Reti                                                                      | Note                                                                      |
| ------------------------------------------------------------------------- | ------------------------------------------------------------------------- | ------------------------------------------------------------------------- | ------------------------------------------------------------------------- | ------------------------------------------------------------------------- | ------------------------------------------------------------------------- | ------------------------------------------------------------------------- | ------------------------------------------------------------------------- |
| 27-9-1980                                                                 | Lubiana                                                                   | Jugoslavia                                                                | 2 – 1                                                                     | Danimarca                                                                 | Qual. Mondiali 1982                                                       | -                                                                         | 72’                                                                       |
| Totale                                                                    |                                                                           | Presenze                                                                  | 1                                                                         |                                                                           | Reti                                                                      | 0                                                                         |                                                                           |